# Yordy Reyna
José Yordy Reyna Serna (Chiclayo, 17 de setembro de 1993) é um futebolista profissional peruano que atua como atacante, atualmente defende está no Rodina Moscow, emprestado pelo Torpedo Moscou.